# Sociedad Química y Minera

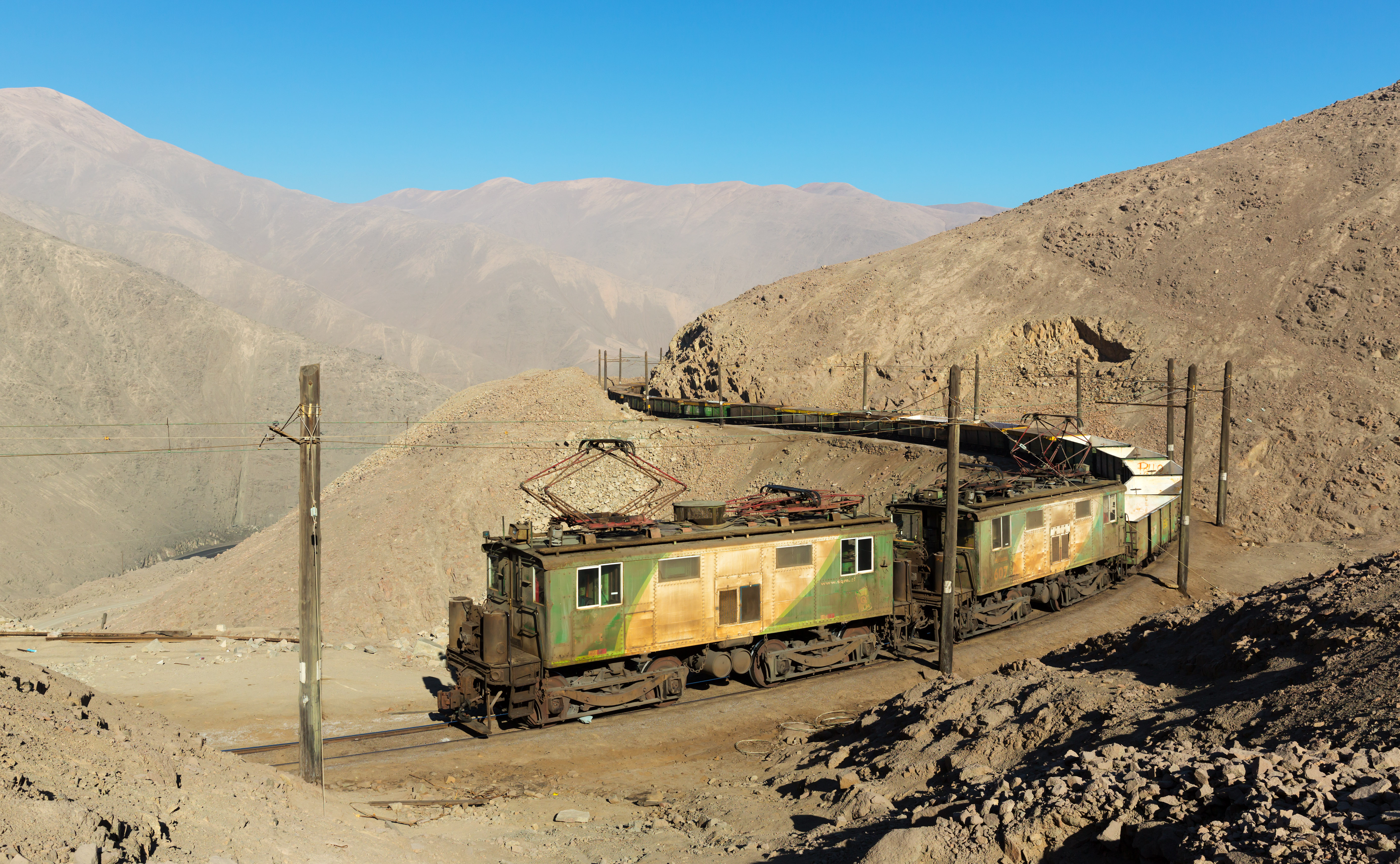
Locomotive elettriche Boxcab della SQM trasportano tramogge di nitrati vuote da Tocopilla a Barriles, in Cile.

Sociedad Química y Minera de Chile (SQM) è un'azienda chimica cilena, fornitore di nutrienti per le piante, iodio, litio e prodotti chimici industriali. La società è il più grande produttore di litio al mondo. Le risorse naturali di SQM e i suoi principali impianti di produzione si trovano nel deserto di Atacama, nelle regioni di Tarapacá e Antofagasta.

## Storia

### Società di Stato (1968-1983)
Creata nel 1968 come Sociedad Minera Mixta tra investitori privati e lo Stato del Cile (Compañía Salitrera Anglo-Lautaro 62,5% e CORFO 37,5%). La nuova società era costituita dall'unione dei depositi e dei beni della Compañía Salitrera Anglo-Lautaro e dell'Empresa Salitrera Victoria, di proprietà di CORFO.
Alla fine del 1966 si pose il problema della scadenza dell'impresa statale gestita da COVENSA il 30 luglio 1968 e di come organizzare l'industria dei nitrati. Le trattative con Anglo-Lautaro per stabilire una partnership hanno portato alla creazione di SQM, con l'intento di ristrutturare la produzione di nitrati in calo, aumentare gli investimenti e migliorare lo sfruttamento. Di conseguenza, alla SQM è stato concesso il monopolio nello sfruttamento e nella commercializzazione del nitrato.
Nel 1971 lo Stato del Cile, tramite CORFO, acquisì il 100% della proprietà e con ciò venne nazionalizzato lo sfruttamento del nitrato.

### Società privata (dal 1983)
Tra il 1983 e il 1988, durante la dittatura militare, venne nuovamente privatizzata, trasferendo la compagnia statale cilena a Julio Ponce Lerou, allora genero di Augusto Pinochet, per 20.300 milioni di pesos attraverso il trasferimento del 93% delle azioni statali nonostante il valore fosse di circa 35.800 milioni di pesos.
Nel 1993 è iniziata l'attività dell'impianto di produzione di nitrato di potassio per uso tecnico; sempre nel 1993 SQM venne quotata alla Borsa di New York, mentre nel 1995 iniziò la produzione di cloruro di potassio dal Salar de Atacama. La produzione di carbonato di litio dal Salar del Carmen è iniziata nel 1997.
Negli anni successivi l'attività si è internazionalizzata attraverso acquisizioni e joint venture:
- acquisizione di Kemira Emirates Fertilizer Company (2005);
- acquisizione del business dello iodio della DSM (2006);
- Joint Venture con Coromandel in India (2009);
- Stella di Qingdao in Cina (2009);
- Più roulliero in Francia (2009) tutto per il settore della nutrizione vegetale;
- Lithium-Americas Corp. in Canada (2016) per gestire il progetto di litio Cauchari-Olaroz a Jujuy, in Argentina. Nel 2018 ha venduto la sua quota a Ganfeng Lithium;
- Risorse Kidman in Australia (2017) per formare litio covalente per gestire il progetto della miniera di Mount Holland. Successivamente la Kidman Resources venne acquisita dalla Wesfarmers.

Nel 2015 il maggiore azionista con il 32% era il Gruppo Pampa di Julio Ponce Lerou. Nel 2015, dopo i danni causati dalle inondazioni alla ferrovia, il trasporto dei nitrati al porto su rotaia è stato sostituito dal trasporto su gomma.
Nel 2018 la cinese Tianqi Lithium Corp. ha acquistato il 23,77% delle azioni di SQM dalla società mineraria canadese Nutrien Ltd. Nel 2019 Tianqi Lithium ha raggiunto un accordo sulla governance di SQM con l'azionista chiave Julio Ponce Lerou. Nell'ottobre 2023, SQM ha acquisito una quota del 30% della società australiana Pirra Lithium.